# 新疆甘家湖梭梭林国家级自然保护区
新疆甘家湖梭梭林国家级自然保护区是横跨中华人民共和国新疆维吾尔自治区塔城地区乌苏市与博尔塔拉蒙古自治州精河县的中华人民共和国国家级自然保护区。保护区主要保护对象为梭梭林及其生境。保护区面积546.67平方千米，其中梭梭林面积超过360平方千米。

## 保护区信息

### 保护区地理信息
新疆甘家湖梭梭林国家级自然保护区地跨中华人民共和国新疆维吾尔自治区塔城地区乌苏市西北和博尔塔拉蒙古自治州精河县东北，保护区地理坐标东经83°18'-83°52'，北纬44°46'-44°58'之间。地处准噶尔盆地西南侧，属于艾比湖盆地，西侧与艾比湖相接，北侧为准噶尔界山的支脉北山的南麓，阿拉山口也位保护区北部。保护区东侧和东南侧市乌苏绿洲和昆屯垦区，南侧是天山山脉北麓。保护区总面积546.67平方千米，其中核心区面积64.55平方千米，缓冲区面积259.35平方千米，实验区面积222.77平方千米。其中核心区受到保护区管理局的封闭保护，仅允许在核心区内进行获批的科学研究、生态监测和调查活动。
新疆甘家湖梭梭林国家级自然保护区地处以艾比湖为中心的盆地地带，保护区海拔240米到260米。发源于天山北麓的三条河流，奎屯河、四棵树河以及古尔图河曾经在保护区东侧汇聚，穿过保护区的后，向西注入艾比湖。不过如今，其中一些河流已经干涸，一些河流只会在融雪性洪水和夏季洪水季节才会有水流流过。保护区地处中亚腹地，远离海洋。保护区气候具有干旱少雨、蒸发强烈的大陆性干旱气候的特征，同时来自北冰洋的冷空气和来自南亚的干旱气流同时作用在保护区一带。所以当地夏日炎热，冬季寒冷，日照时间长，无霜期长，大风天气较多。年均气温接近7摄氏度，7月平均气温超过26摄氏度，1月平均气温超过-19摄氏度。降水量超过166毫米，蒸发量则接近2000毫米。保护区无霜期180天。年均超过10摄氏度的积温超过3400摄氏度。保护区内常年大风，一年中165天的日平均风速超过每秒17米，瞬间风速可达每秒55米。在风和水的作用下，保护区地貌类型由山前倾斜砾质洪积平原、中部土质冲积平原、风积沙丘和现代河流冲积地貌构成。山口吹来的风形成的沙丘主要出现在保护区西部和东部。土壤类型以灰棕漠土、灰漠土为主，也有盐渍土和草甸土等不同的土壤类型。

### 保护区的建立
1983年，甘家湖梭梭林自然保护区经新疆维吾尔自治区人民政府批准建立，2001年，升为国家级自然保护区。甘家湖梭梭林国家级自然保护区管理局的主要职责包括制定保护区管理制度及管理保护区，调查、监测、保护保护区内的自然资源和环境，组织和协助科研工作及进行宣传工作。新疆甘家湖梭梭林国家级自然保护区管理局下设乌苏管理分局及精河管理分局，其中新疆甘家湖梭梭林国家级自然保护区管理局乌苏管理分局是隶属于塔城地区林业局的全额拨款事业单位，下设综合办公室、资源林政科、信息档案科、经营计财科、宣传培训科和一个中心管理站，截止2018年，在职员工13人。新疆甘家湖梭梭林国家级自然保护区管理局精河管理分局下设办公室、资源保护管理科、野生动物救护中心和经营管理科。截止2014年，在职员工16人。进入21世纪20年代后，管理局在保护区安装铁塔和监控设备，同时使用无人机并配合人工巡查，对保护区进行巡查和监测。

## 动植物
新疆甘家湖梭梭林国家级自然保护区内共有62科236属448种维管植物，其中包括2科2属3种的羊齿植物，1科1属4种的裸子植物以及59科233属441种的被子植物。以科而言，保护区内优势科包括藜科、菊科、禾本科、十字花科及豆科。保护区植物区系以温带地理成分为主，地中海、中亚、东亚成分在此地交流融合。保护区内植被可分为荒漠植物、草原植物、灌草丛、草甸、沼泽植物及水生植被7个植被型，可分为40个植物群系。保护区内占主体地位的植物包括白梭梭、梭梭、胡杨、铃铛刺等植物。新疆甘家湖梭梭林国家级自然保护区内有红景天、肉苁蓉、甘草、锁阳、阜康阿魏等中华人民共和国《国家重点保护野生植物名录》二级保护植物。
新疆甘家湖梭梭林国家级自然保护区内有爬行动物1目4科4种，鸟类15目26科36种，哺乳动物5目9科15种，以及至少156种昆虫。其中被列为中华人民共和国《国家重点保护野生动物名录》的一级保护动物兔狲、黑鹳和波斑鸨，以及二级保护动物鹅喉羚、赤狐、沙狐、草原雕、长耳鸮、大天鹅、猎隼等。除此之外，保护区内生活有大量的啮齿动物。至少有3科5属6种啮齿动物生活在保护区内，随着时间的推移，保护区内原本占据优势的大沙鼠逐渐被子午沙鼠替代，群落结构也由大沙鼠-子午沙鼠-三趾跳鼠组成转向由子午沙鼠-大沙鼠-三趾跳鼠组成。

### 梭梭与白梭梭
新疆甘家湖梭梭林国家级自然保护区的梭梭林群系是保护区分布面积最大、最广泛的植物群落。保护区内即有单优势种的梭梭林群落也有与其他灌木、草本植物组成的不同植物群落。2019年，新疆甘家湖梭梭林国家级自然保护区内的梭梭林面积超过360平方千米。保护区梭梭林覆盖度在30%以上，一些区域可以超过50%。在河谷两岸的胡杨林外围，河谷阶地及河流干三角洲附近的梭梭林数量多，密度高。平均树高近4米，地径近10厘米。最高超过6米，地径近50厘米。梭梭在林下更新较好。然而，保护区内的梭梭林密度减少，保护区内生物多样性并不丰富，程度也不复杂。从20世纪70年代开始，保护区内梭梭林持续退化。虽然从20世纪90年代到21世纪初梭梭林分布面积有所恢复，但相比于20世纪80年的梭梭林代面积在减少。主要原因包括甘家湖地区日温差大，导致高蒸发量，从而影响地表水的储存。致使梭梭林不得不面临枯萎和死亡的威胁。20世纪70年代后期开始的经济建设，包括放牧、垦田、砍伐等人类活动影响了当地生态植被，地表亦被破坏。这使得沙尘暴活动加剧，形成林退沙进的现象。人类活动中，放牧组要集中在试验区和缓冲区，垦田主要对缓冲区产生影响，砍伐则在整个保护区内呈现分散状影响。另外，保护区的肉苁蓉因其药用作用，被大量采集。即使政府出台禁止采挖野生肉苁蓉的禁令，依然有人会潜入保护区内进行破坏性挖掘。因肉苁蓉埋藏较深，对其的挖掘容易破坏梭梭的根系，大量未经回填的坑洞破坏了土壤结构，土壤水分也会损失。除了人类活动外，沙鼠也会对梭梭林产生迫害，沙鼠洞会使地面塌陷，同时沙鼠也会啃食梭梭林的枝条和根皮。
新疆甘家湖梭梭林国家级自然保护区也是白梭梭在中华人民共和国境内主要的分布区域。白梭梭主要生长在保护区的沙垄或椭圆形沙丘的丘顶和两翼。保护区西北部白梭梭林密度高于保护区平均密度，东南侧则低于平均密度。保护区内白梭梭种群龄级为增长型，种群较为稳定。在梭梭的基部直径达到6到9厘米时，死亡率较高。梭梭和白梭梭主要面对病害包括白粉病、黑枯病、枝枯病、根腐病和锈病。影响梭梭林的虫害超过60种。